# Търпан
Търпан (на хърватски: Trpanj) е град в Южна Хърватия в северозападната част на полуостров Пелешац на брега на Адриатическо море.

## Етимология на името
Според една от версиите то произлиза от хърватската дума trpjeti (страдам, търпя), според друга от старогръцката дума за сърп, защото скалите около пристанището образуват именно тази форма. Още една теория обяснява наименованието на града с името на старото укрепление, което се издигало на хълма над пристанището и се наричало Търпано.

## История
Районът около селището е обитаван от древността. През 1922 г. са открити мозайки от римската епоха, а през 1963 г. останки от римска вила. Селището е разполагало с отбранително укрепление наречено Търпано, което според дубровнишкия историк Яков Лукарич е разрушено от Юлий Цезар при войните му с илирите.